# Lago di Pietra del Pertusillo
Il lago di Pietra del Pertusillo è un lago artificiale situato nel territorio dei comuni di Grumento Nova, Montemurro e Spinoso. Il lago è stato costruito tra il 1957 e il 1962, a sbarramento del fiume Agri, con i fondi della Cassa del Mezzogiorno, la quale concesse all'ente per lo sviluppo dell'irrigazione e la trasformazione fondiaria in Puglia e Basilicata l'esecuzione dei lavori.

## Caratteristiche
Si trova a 532 metri di altitudine sul livello del mare, occupa una superficie di 7,5 chilometri quadrati, e ha una capienza massima di 155 milioni di metri cubi d'acqua. La diga è nata nei pressi della località montemurrese "Pietra del Pertusillo", così chiamata poiché il fiume, in quella zona, passava fra due rocce come se vi fosse un pertugio. Il paesaggio circostante è ricoperto da boschi che scendono fino alle sponde del lago (alcuni alberi perfino oltre, risultando parzialmente sommersi dalle acque). Il lago è utilizzato per la pesca sportiva, oltre che per il turismo estivo nella val d'Agri.

### Diga
Lo sbarramento ad arco-gravità è lungo 380 metri e alto 95 metri. La sua realizzazione ha dato vita a un invaso di 155 milioni di metri cubi d'acqua in grado di rispondere a un uso plurimo delle risorse idriche, quali lo sfruttamento dell'energia idroelettrica e l'irrigazione di oltre trentacinquemila ettari di terreno tra Basilicata e Puglia. È uno dei punti di partenza dell'acquedotto pugliese.
- Tipo: muraria a volta ad arco-gravità
- Inizio effettivo lavori: 1957
- Fine lavori: 1962
- Altezza complessiva: 95,00 m
- Livello di massimo invaso: 532,00 m s.l.m.
- Livello di massima piena: 531,00 m s.l.m.
- Capacità di invaso complessiva: 155 milioni di ³

|                                      | Basilicata    | Basilicata    | Puglia      | Tot annuo erogato (m³) |
| Irriguo (m³)                         | Potabile (m³) | Potabile (m³) |             | Tot annuo erogato (m³) |
| ------------------------------------ | ------------- | ------------- | ----------- | ---------------------- |
| Valore medio annuo periodo 1992/2002 | 49.380.182    | 3.207.665     | 103.498.880 | 152.879.062            |
| % media annua periodo 1992/2002      | 32,3%         | 2,1%          | 65,6%       | 100,0%                 |
|                                      | 34,4%         | 34,4%         | 65,6%       |                        |

## Flora
La flora circostante è costituita principalmente da alberi di castagno, cerro e faggio, accompagnati da specie arboree ed arbustive quali l'acero montano e il pioppo. Tra gli arbusti troviamo il nocciolo, il biancospino e la rosa selvatica.

## Fauna

### Terrestre
La fauna è costituita da diversi mammiferi quali volpi, donnole, faine, ricci, ghiri e specie rare o minacciate di estinzione come il moscardino, il gatto selvatico e la lontra.

### Volatile
Fra gli uccelli sono presenti l'airone cenerino, i germani reali, i moriglioni. Si possono avvistare in periodo riproduttivo lo svasso maggiore, la folaga e la cannaiola. Sono presenti anche delle specie protette quali il nibbio reale, lo sparviero, il falco pecchiaiolo, il picchio rosso e l'upupa e specie rare o minacciate di estinzioni come il gufo e il corvo imperiale.

### Ittica
La fauna ittica che popola le acque del lago è ricca di boccaloni, anguille, carpe, alborelle, cavedani, triotti, tinche, carassi, pesci persico, pesci gatto, trota fario, trota iridea, rovella e scardole.
Campionati anche granchi d'acqua dolce..

## Turismo e occupazione
Quest'opera avrebbe dovuto dare valore alla zona circostante, dove sono sorti agriturismi e alberghi che godono di vista sul lago, ma i risultati di queste opere sono ancora allo stato embrionale. In compenso, è da molti ritenuta la principale causa dell'emigrazione iniziata negli anni sessanta, e mai completamente attenuatasi, nei comuni interessati
. Nella tesi sopra descritta non si discute ovviamente sul lago, opera senza dubbio positiva, ma sulla gestione da parte delle amministrazioni comunali dell'illusione e delle speranze da esso generate nei lavoratori del tempo. Da anni ricerche sulle acque del Pertusillo mostrano segni di inquinamento dovuti alle estrazioni petrolifere in Val d'Agri.